# Michael Lev
Michael (Mishe) Lev (3 de julio de 1917, Pohrebysche, Ucrania - 23 de mayo de 2013, Rehovot, Israel). Estudió lengua y literatura yiddish en Moscú y trabajó en una editorial yiddish, donde aparecieron sus primeras publicaciones. Durante la Segunda Guerra Mundial, Lev luchó en el ejército ruso, luego fue hecho prisionero, se escapó y se unió a los partisanos. Sus experiencias de la guerra se convirtieron en el tema principal de sus escritos. Ha publicado 17 libros en yiddish, ruso y hebreo.